# Gajedi
Gajedi (nep. गजेडी) – gaun wikas samiti w zachodniej części Nepalu w strefie Lumbini w dystrykcie Rupandehi. Według nepalskiego spisu powszechnego z 2001 roku liczył on 1976 gospodarstw domowych i 11341 mieszkańców (5678 kobiet i 5663 mężczyzn).